# Chœur de l'Elysée
 (août 2022).
Le Chœur de l'Elysée, créé en 1968 et dissous en 2010, est un ensemble choral vaudois.

## Biographie
Le compositeur René Falquet, maître de chant au collège de l'Elysée ainsi qu'au gymnase de la Cité, fonde en 1968 le Chœur de l'Elysée. À l'origine constitué d'une vingtaine d'anciens élèves et professeurs du collège de l'Elysée, cet ensemble se donne d'abord pour but "l'exécution d’œuvres généralement laissées de côté par des ensembles plus nombreux, ou que la tradition musicale de notre pays n'a pas retenues" (brochure de 1972) choisies en fonction de l'intérêt qu'elles présentent sur le plan vocal.
Au fil des années, l'effectif du chœur augmente, grâce à l'apport de chanteurs des gymnases lausannois et sa renommée lui permet d'attirer d'autres amateurs d'art choral, jusqu'à s'imposer comme l'un des meilleurs chœurs d'oratorio de Suisse romande. Sous la baguette de René Falquet, le chœur de l'Elysée parcourt la quasi-totalité du grand répertoire, passant par les Vêpres de Monteverdi, la Messe en si mineur, les Passions et le Magnificat de Bach, les Requiem de Mozart, Brahms et Fauré, la Petite messe solennelle de Rossini, les Vêpres de Rachmaninov, les Noces de Stravinsky, le Roi David, Une cantate de Noël et Jeanne au bûcher de Honegger. Il a souvent brillé dans des œuvres rarement exécutées comme les Scènes de Faust de Schumann, le Requiem de Lloyd Webber, le Gloria de Rutter ou encore, sur scène, le Roi Arthur de Purcell.
En 2010, le chef René Falquet prend sa retraite et le chœur décide de se dissoudre après un dernier concert donné le 2 octobre au Sentier. Il enregistre encore un disque consacré aux œuvres de son chef, comprenant son Te Deum, composé en 1995 pour la chorale de l'Orient, entièrement repris et transformé pour le chœur en 2002, ses Six Fables de La Fontaine, issues du spectacle consacré au célèbre fabuliste en 2001 et mises en scène par Gérard Demierre, en 2004, et une Missa brevis écrite expressément pour l'enregistrement de ce dernier disque du Chœur de l'Elysée.

## Sources
- « Chœur de l'Elysée », sur la base de données des personnalités vaudoises sur la plateforme « Patrinum » de la Bibliothèque cantonale et universitaire de Lausanne.
- Falquet, René, Te Deum, Missa Brevis, Six Fables de La Fontaine, s.l., s.n., ca 2005, cote BCUL: DCR 10742
- Chœur de l'Elysée, Rossini, Petite messe solennelle, s.l., ca 1972
- Charmey, Alex, "Le Chœur de l'Elysée en concert pour la dernière fois au Sentier", Feuille d'avis de la Vallée de Joux, 2010/10/07
- Crabe, "Le Chœur de l'Elysée enthousiasme le public", 24 Heures, 2007/11/02, p. 26
- "le Chœur de l'Elysée chante les œuvres de son chef", 24 Heures, 2010/01/21, p. 42
- Caspary, "Fantaisie pour sujet grave", "le Chœur de l'Elysée chante les œuvres de son chef", 24 Heures, 2010/01/21, p. 42 2006/05/05, p. 14
- "René Falquet maître d’œuvre des Vêpres de la Vierge", Le Journal de Saône-et-Loire, 2004/07/24.